# Nicolas Daneau de Muy
Pour les articles homonymes, voir Daneau et Muy.
Nicolas Daneau de Muy, dénommé également  Nicolas Daneaux seigneur de Muy, né à Beauvais en 1651 et décédé au large de La Havane en 1708, est un officier de l'armée royale française, qui participa à plusieurs expéditions contre les Amérindiens. Il fut nommé gouverneur de la Louisiane française en 1707 par le roi de France Louis XIV.

## Biographie
Nicolas Daneau de Muy est le fils de Jacques Daneaux de Muy et de Catherine Driot. Il fit carrière dans les armes et devint capitaine dans le régiment de Normandie. 
En 1685, il arriva en Nouvelle-France avec des troupes envoyées en renfort au Canada. Il reçoit le grade de capitaine dans les troupes de la Marine. Il est cantonné à Montréal pendant deux années lors du renforcement des fortifications de la ville. À la même époque, il épouse, le 17 mai 1687, Marguerite Boucher, fille de Jeanne Crevier et de l'écuyer Pierre Boucher, Sieur de Grosbois et de Boucherville, ancien gouverneur de Trois-Rivières et seigneur de Boucherville (Montérégie, Québec). Ils auront notamment un fils, Jacques-Pierre Daneau de Muy.
En 1687, Nicolas prend part à l'expédition de Denonville contre les Iroquois. 
En 1690, Nicolas Daneau de Muy participe à la défense de la ville de Québec contre les Anglais qui assiègent la ville. Il a sous ses ordres, son beau-frère Jacques-Charles de Sabrevois. 
Il sert avec Pierre Le Moyne d'Iberville à Terre-Neuve. On lui donna le commandement d’un contingent de Canadiens et on l’envoya à Plaisance (Placentia) prendre part aux opérations contre les établissements anglais de Terre-Neuve. Nicolas Daneau de Muy favorisa la réconciliation entre deux commandants rivaux : Pierre Le Moyne d’Iberville et Jacques-François de Monbeton de Brouillan, gouverneur de Plaisance.
Retournant à Montréal en 1697, il est nommé le commandant du fort Chambly. Sa femme meurt l'année suivante, en 1698. Quatre ans plus tard, le 18 février 1702, il épouse Catherine d'Ailleboust des Muceaux, fille de sieur Charles Dailleboust des Musseaux et Catherine Le Gardeur. Son fils, Jacques-Pierre Daneau de Muy, sera à son tour commandant du fort Chambly de 1752 à 1754. 
En 1703, on propose d'élever le fort Chambly au rang de sous-division administrative du gouvernement de Montréal sous l'autorité de Daneau de Muy.
En 1704, il est nommé major de la garnison de Québec, et il est remplacé à Chambly par son beau-frère, Paul d'Ailleboust de Périgny. 
En 1705, il retourne en France. On lui offrit le poste de lieutenant de roi dans l’île de Cayenne (Guyane française), mais y renonce car sa femme et ses enfants sont au Canada. Il reçoit la croix de Saint-Louis en 1707 et, la même année, est nommé gouverneur de la Louisiane. Il est en route pour le Fort Louis de la Mobile (colonie de la Mobile, capitale de la Louisiane française avant la Nouvelle-Orléans), mais il décède en mer le 22 ou 25 janvier au large de La Havane (île de Cuba). Il ne pourra donc pas prendre son poste de gouverneur et Jean-Baptiste Le Moyne de Bienville reprendra le titre de gouverneur de la Louisiane française.